# WEC 5
WEC 5: Halloween Havoc foi um evento realizado em 18 de outubro de 2002 no Tachi Palace em Lemoore, Califórnia, Estados Unidos.

## Background
A luta na categoria dos pesos penas entre Cole Escovedo e Philip Perez foi a atração principal do evento valendo o cinturão inaugural dos pesos penas do WEC. 

## Ligações Externas
1. ↑  «WEC 5: Halloween Havoc». Sherdog. Cópia arquivada em May 14, 2013 Verifique data em: |arquivodata= (ajuda)
2. ↑  Tapology (25 de janeiro de 2022). «Cole Escovedo vs. Philip Perez». tapology.com. Consultado em 8 de fevereiro de 2005

1. ↑   Disputa do cinturão inaugural Campeonato Peso Pena do WEC.